# Ion Negrei
Ion Negrei (n. 12 martie 1958, comuna Budești, municipiul Chișinău), istoric și om politic din Republica Moldova. Din 25 septembrie 2009, este viceprim-ministru fără portofoliu, responsabil de probleme sociale. Este vicepreședinte al Asociației Istoricilor din Moldova.

## Studii
- 1995 - 1998 – Doctorantura la Facultatea de Istorie a Universității „Alexandru Ion Cuza” din Iași, România;
- 1980 - 1985 – Aspirantura la Institutul de Istorie al Academiei de Științe a Moldovei;
- 1975 - 1980 – Facultatea de Istorie și Pedagogie a Universității Pedagogice de Stat „Ion Creangă” din Chișinău.

## Activitatea profesională
Ion Negrei s-a născut la data de 12 marite 1958 în comuna Budești din municipiul Chișinău. După ce a absolvit Facultatea de Istorie și Pedagogie a Universității Pedagogice de Stat "Ion Creangă" (1980), a lucrat timp de 5 ani învățător de istorie și științe socioumane la Școala medie Dubăsarii Vechi din r. Criuleni. În perioada 1985 - 1991 activează ca laborant superior și colaborator științific la Institutul de Istorie al Academiei de Științe a Moldovei. Din 1991 și până în 2007 este redactor-șef al Revistei de istorie și Cultură "Cugetul". Din 1999 și până în prezent este șef redacție Istorie la Editura "Prut Internațional", iar din 2000 deține funcția de vicepreședinte al Asociației Istoricilor din Republica Moldova.
În 2006, se implică activ în lupta cu Ministerul Educației pentru a exclude cursul de "istorie integrată". Ion Negrei menționează că experimentul ministerului a avut la bază presiunea și impunerea unor principii partinice deoarece cursul de istorie a fost aprobat, fără ca să existe un raport de evaluare a acestuia.

## Familia
Ion Negrei este căsătorit și are o fiică, Rodica. Soția sa, Viorica Negrei este specialist coordonator, inspector la istorie în cadrul Direcției Generale Educație, Tineret și Sport a Primăriei mun. Chișinău.